# Логометр

Конструктивна схема логометра.
1 — постійний магніт;
2 — полюсні наконечники з магнітом'якого матеріалу;
3 — стержень з магнітом'якого матеріала з еліптичним перетином;
4 — рамки з обмотками;
5 — стрілка покажчика;
6 — шкала;
— обертальні моменти рамок;
T1, T2, COM — електричні виводи рамок

Логометр (від грец. lógos тут — «відношення» і грец. metréo — «вимірюю»; англ. ratiometer) — електровимірювальний механізм приладів, яким визначають відношення двох електричних величин (звичайно сил струму).
Принцип роботи логометра базується на тому, що спрямовані зустрічно обертальні моменти, які виникають внаслідок впливу на рухому частину логометрів величин, що входять в вимірюване відношення, врівноважуються при відхиленні рухомої частини на деякий кут.
Наприклад, рухому частину магнітоелектричного логометра утворюють дві скріплені під кутом рамки, струми до яких підводяться через безмоментні спіралі. Перебуваючи у полі постійного магніту, рамки (котушки) прагнуть повернутися в напрямку дії більшого крутного моменту, і рухома частина відхиляється доки моменти не зрівноважаться. В таких логометрах зміна вимірюваної величини порушує рівновагу обертальних моментів, що спричинює відхилення (відповідне цій зміні) котушок разом з покажчиком (напр., стрілкою).
Є також логометри електродинамічні, електромагнітні й феродинамічні.
Логометри застосовують в омметрах, фазометрах, частотомірах, дистанційних вимірювачах електричних та неелектричних величин тощо.